# DASH 2
DASH 2 (Density And Scale Height) – amerykański wojskowy sztuczny satelita Ziemi. Balon o średnicy 2,5 metra do pomiaru gęstości atmosfery na wysokości około 3500 km. Pierwotna kołowa orbita uległa szybko zniekształceniu na skutek działania ciśnienia promieniowania słonecznego.
Odwrotność gęstości powierzchniowej statku wynosiła 40 cm²/g.